# 周朝佐
周朝佐（1476年—？年），字献可，福建福州府閩縣人，軍籍。

## 生平
治《礼记》，行二，由國子生中式甲子科（1504年）福建鄉試第十三名舉人，年三十三歲中式正德三年（1508年）戊辰科會試第三十九名，第三甲第九十四名進士。四年五月授南京山东道御史，六年六月上言三事：一重操江、一选官军、一严守备。後出为江西广信府知府，宁王宸濠之乱期间，与建昌知府曾玙收复九江、南康等地。

## 家族
曾祖周英，壽官。祖父周晋，封刑部主事。父周熊，刑部员外郎。前母林氏，贈安人；母沈氏，封安人。慈侍下，兄朝仕、弟朝儀、朝信、朝侃、朝俨、朝倧、朝佩、朝俛。